# Pseudolimnophila brunneinota
Pseudolimnophila brunneinota là một loài ruồi trong họ Limoniidae. Chúng phân bố ở miền Cổ bắc.